# Edith Ewing Bouvier Beale
Edith Ewing Bouvier Beale (Nutley, Nueva Jersey, 5 de octubre de 1895-Southampton, Nueva York, 5 de febrero de 1977), conocida también como Big Edie, fue una socialite y cantante estadounidense. Fue hermana de John Vernou Bouvier III y tía de Jacqueline Kennedy Onassis. Su vida y relación con su hija Edith Bouvier Beale se destacó en el documental de 1975 Grey Gardens.

## Biografía
Los padres de Beale fueron Maude Frances Sergeant y John Vernou Bouvier Jr.Sus hermanos fueron John Vernou Bouvier III (1891-1957); William Sergeant Bouvier (1893-1929), y las hermanas gemelas Maude Reppelin Bouvier Davis (1905-1999) y Michelle Caroline Bouvier Scott Putnam (1905-1987).
Beale siguió una carrera como cantante aficionada y en 1917 se casó con el abogado y financiero Phelan Beale en una lujosa ceremonia católica en la Catedral de San Patricio en Nueva York. La pareja vivía en 987 Madison Avenue (sitio del actual Hotel Carlyle). El matrimonio tuvo tres hijos: Edith (a quien se hacía referencia como “Little Edie”, 1917-2002), Phelan Beale, Jr. (1920-1993) y Bouvier Beale (1922-1994).
En 1923, Phelan Beale compró la mansión Grey Gardens en el vecindario Georgica de East Hampton, a una cuadra del Océano Atlántico. Los Beale se separaron en 1931 y Edith se quedó con la casa de Grey Gardens. Edith recibió manutención infantil, pero ninguna forma de pensión alimenticia. Continuó con su carrera como cantante, dando recitales en su casa y en funciones locales. Sus hijos fueron a la universidad y al servicio de la Segunda Guerra Mundial. En 1946, Phelan Beale le notificó su divorcio por telegrama desde México. En julio de 1952, la hija de Beale, Edith, regresó después de cinco años en Manhattan para vivir permanentemente en Grey Gardens.
En octubre de 1971, la policía allanó Grey Gardens y encontró la casa «llena de basura, plagada de olor a gatos y en violación de varias ordenanzas locales». La Junta de Salud del condado de Suffolk se preparó para desalojar a Beale y “Little Edie” debido a las condiciones inseguras de la propiedad. Después de la situación, la familia de Beale pagó $ 30 000 para renovar la propiedad, liquidar impuestos atrasados y darles a Beale y a “Little Edie” un estipendio (los ingresos del fondo fiduciario de las dos mujeres se habían agotado algunos años antes). Los procedimientos de desalojo fueron archivados.
La sobrina de Beale, Lee Radziwill, contrató a los documentalistas Albert y David Maysles en 1972 para trabajar en una película sobre la familia Bouvier. Al principio, los hermanos filmaron Beale y “Little Edie”. El proyecto original de la película no se completó y Radziwill se quedó con las imágenes que se habían filmado de los Beale.
Los hermanos Maysles estaban fascinados por la vida única que llevaban las dos mujeres. Después de recaudar fondos para la película y el equipo por su cuenta, regresaron y filmaron 70 horas más de metraje con Beale y “Little Edie”. La película resultante de 1975, Grey Gardens, es ampliamente considerada una obra maestra del género documental.

### Fallecimiento
Beale murió de neumonía en el Hospital Southampton en Southampton, Nueva York, el 5 de febrero de 1977. Su cuerpo fue sepultado en la parcela de la familia Bouvier en el cementerio católico Most Holy Trinity en East Hampton.

## Legado
La notoriedad del documental Grey Gardens de 1975 impulsó varios otros trabajos. El documental fue adaptado como un musical en 2006 bajo el mismo nombre, incluidos los personajes Lee y Jackie Bouvier, que aparecen como niñas visitantes en retrospectiva. La película documental y la historia que rodea la vida de los Beale fue la base de la película para televisión de HBO de 2009 Grey Gardens. El metraje original de 1972 con Radziwill visitando los Beales se lanzó en 2017 como That Summer.